# Dunganiska
Dunganiska (dng. Хуэйзў йүян / 回族语言) är en nordvästlig dialekt av mandarin som talas av dunganer, en folkgrupp med muslimsk bakgrund som ursprungligen härstammar från Kina. Språket har cirka 100 000 talare (mitten av 2000-talet) och används främst i Kirgizistan, Kazakstan och vissa delar av Uzbekistan.

## Historia
Dunganerna migrerade från Kina till Centralasien under slutet av 1800-talet, främst till följd av Dunganupproret (1862–1877). Deras språk, en form av nordvästlig mandarin, har utvecklats i kontakt med lokala språk som ryska, kazakiska och kirgiziska, vilket har resulterat i ett unikt lexikon och viss fonetisk anpassning.

## Språkliga egenskaper
Dunganiska är nära besläktat med standardkinesiska men har påverkats av de turkiska och slaviska språk som talas i regionen. Grammatiskt och fonologiskt är det fortfarande tydligt en kinesisk dialekt. Språket är särskilt känt för sitt uttal, som behåller drag från äldre kinesiska dialekter.

### Skriftsystem
Till skillnad från andra kinesiska språk, som huvudsakligen skrivs med kinesiska tecken, använder dunganiska en variant av det kyrilliska alfabetet. Detta infördes under Sovjetunionens tid för att underlätta läs- och skrivkunnighet bland dunganerna.

## Geografisk utbredning
Dunganiska talas främst i följande länder:
- Kirgizistan – cirka 52 000 talare (1999).
- Kazakstan – cirka 46 000 talare (2006).
- Uzbekistan – cirka 3 000 talare (2006).
- Ryssland – 502 talare (2010).

## Sociolingvistisk status
Språket har ingen officiell status i de länder där det talas, men det fungerar som en viktig identitetsmarkör för dunganerna. Majoriteten av talarna är två- eller flerspråkiga och använder ofta ryska som administrativt och utbildningsspråk.

## Jämförelse med standardmandarin
Trots att dunganiska är en variant av mandarin har det lånat många ord från ryska och turkiska språk. Här är några exempel:
| Svenska | Dunganiska | Standardmandarin |
| ------- | ---------- | ---------------- |
| Tack    | Рәхмәт     | 谢谢 (xièxiè)    |
| Bröd    | Нан        | 面包 (miànbāo)   |
| Häst    | Атв        | 马 (mǎ)          |

## Exempeltext
Här är ett exempel på dunganiska skrivet med kyrilliska:
| ” | Нга̄н хуэйзў йүян къуэй. | „ |

Översättning: "Jag talar dunganiska."